# Augusto Frutuoso Figueiredo de Barros

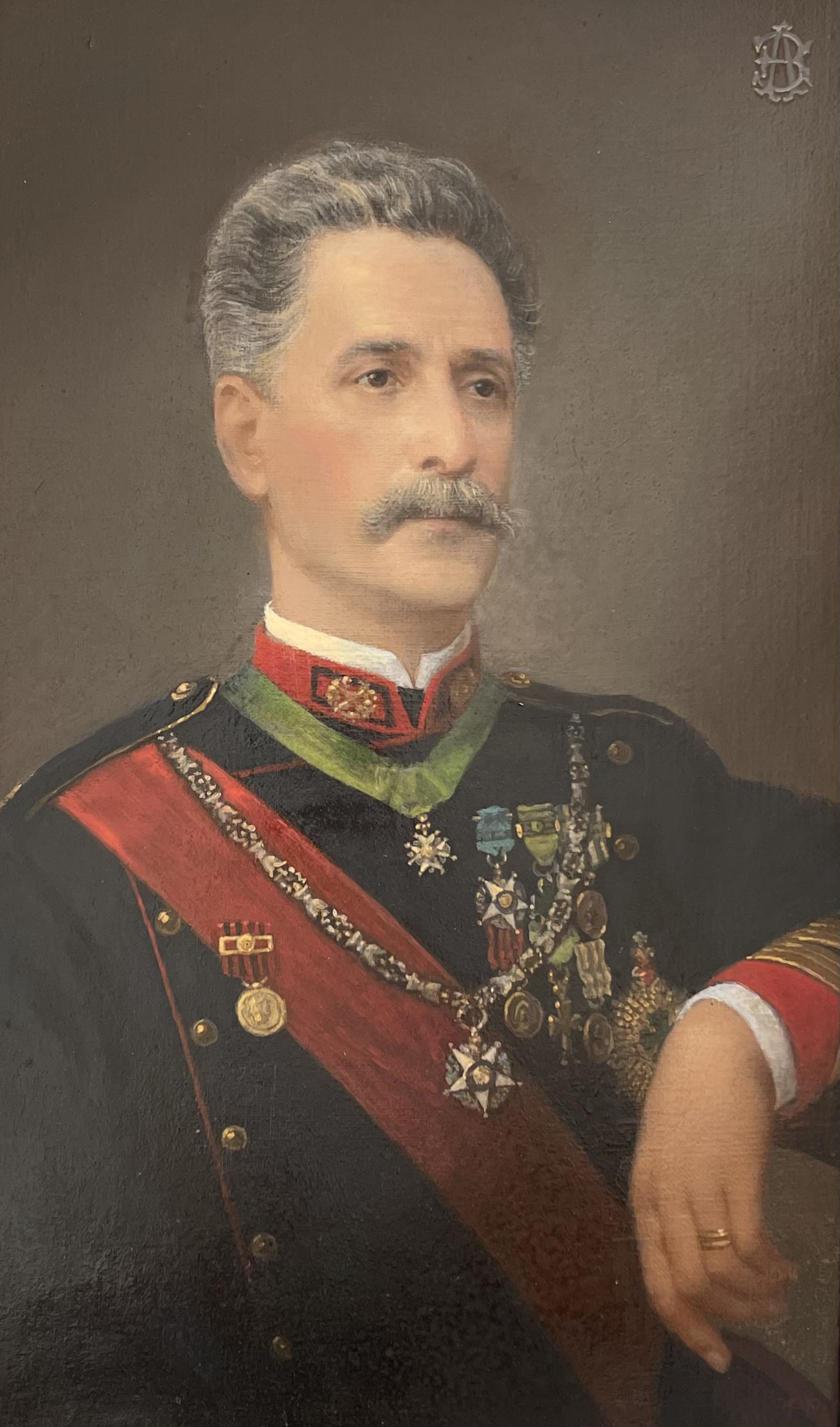
General Augusto F. Figueiredo de Barros

Augusto Frutuoso Figueiredo de Barros (Lisboa, 16 de abril de 1851 — Cidade da Praia, Cabo-Verde, 21 de janeiro de 1921) general de brigada e administrador colonial português.

## Biografia
Augusto Frutuoso Figueiredo de Barros nasceu em Lisboa, freguesia da Ajuda, em 16 de Abril de 1851, dia em que se celebra a festa litúrgica de S. Frutuoso de Dume. Concluídos os seus estudos preparatórios em Lisboa iniciou a sua carreira militar, assentando praça como voluntário no Corpo de Marinheiros da Armada, em 17 de Julho de 1868, sendo, posteriormente colocado no Regimento de Cavalaria nº 1, onde serviu até 18 de Dezembro de 1873. Nessa data, com 22 anos, foi promovido a alferes para o Exército de África Ocidental.
Recebendo guia de marcha para S. Tomé, é colocado, no dia 24 de Fevereiro de 1874, no Batalhão de Caçadores nº 2, aquartelado nessa província. Em 1 de Setembro do mesmo ano assumiu o comando da Fortaleza de São João Batista de Ajudá onde se manteve até 1878.
Durante as desavenças entre os ingleses e o régulo de Dahomé, foi-lhe atribuída a Torre e Espada (decreto de 25.04.1877), pela forma enérgica e firme como defendeu a honra e o bom nome de Portugal. Foi promovido ao posto de tenente, a 14 de Dezembro de 1876.
Em 1879 é nomeado secretário-geral do Governo da Guiné Portuguesa, o primeiro nesta função, quando esta província foi desanexada de Cabo Verde e se constituiu província autónoma, exercendo as funções de Governador interino.
No ano seguinte, regressa a Lisboa sendo promovido a capitão. Em Agosto desse ano volta à Guiné. De 1881 a 1882, exerceu o cargo de governador da Ilha do Príncipe.
Em 1882, regressando a Lisboa, é nomeado vogal da Comissão destinada a reorganizar financeiramente as províncias da Guiné, S. Tomé e Príncipe e Moçambique, integrado na Direcção-Geral do Ultramar. Nesse mesmo ano, mantendo-se na Comissão de Reorganização Militar do Ultramar, é colocado na guarnição da província de Angola.
Em Junho de 1883, é nomeado comandante da 2ª Companhia de Polícia de Cabo-Verde e do Comando Militar da Ilha de S. Vicente. Entre 1884 e 1889 ocupa o cargo de secretário-geral de Cabo-Verde, tendo, no último ano exercido as funções governador geral interino, de 26 de Fevereiro até à chegada do titular efectivo, em 29 de Agosto. Em 1890, depois de uma viagem a Lisboa por motivos de saúde, reassume o cargo de secretário-geral.
A 19 de Maio de 1891, é promovido a major, após tirocínio na Guiné. Nesse mesmo ano, regressando a Cabo Verde, reorganiza os serviços de correios, na Ilha de Santo Antão. Em 1893, assume, interinamente, o Governo de Cabo Verde. No mesmo ano é nomeado secretário-geral de Angola tomando conta interinamente, no ano seguinte, da administração da Província  até à apresentação do Governador Geral.  

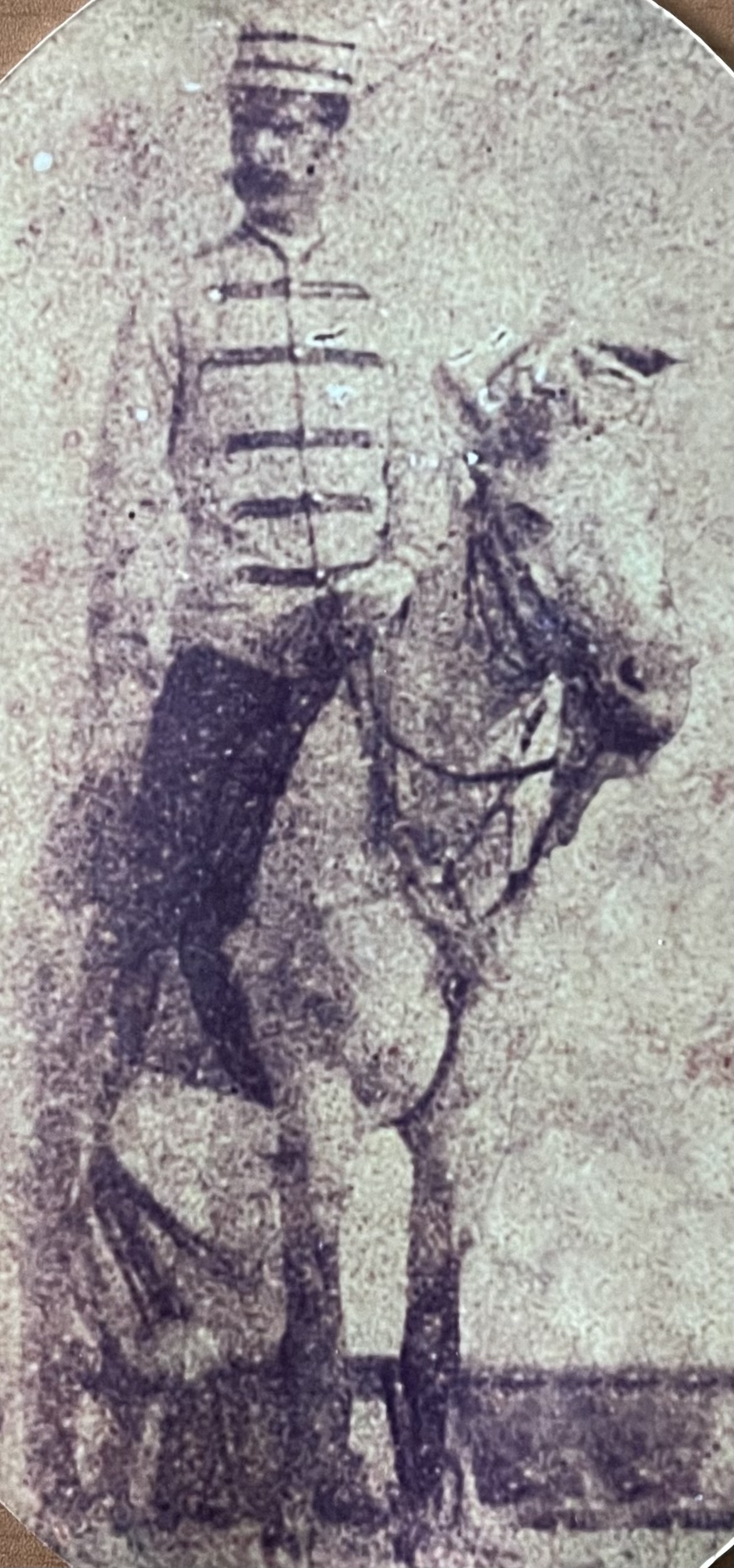
Major Augusto F. Figueiredo de Barros, em Cabo Verde (c.1892)

Em 27 de Dezembro de 1895, é promovido ao posto de tenente-coronel e colocado no Batalhão de Caçadores nº 1.
Entre Abril e Novembro de 1897, substitui, no governo da Província, o governador geral efectivo, Alexandre de Serpa Pinto, de quem era amigo e que, por razões de saúde, teve de regressar à Metrópole. Deste período existe na posse de sua família interessante correspondência entre ambos.
Promovido a coronel, em 19 de Outubro de 1900, exerceu o cargo de Encarregado do Governo de Cabo Verde, entre 1901 e 1902.
Até à sua morte, em 1921, com o posto de general de Brigada, ocupou o cargo de secretário-geral de Cabo Verde, exercendo por diversas vezes, o cargo de Encarregado do Governo, durante os anos de 1905, de Março a Agosto de 1907, de Janeiro a Março de 1909 e, periodicamente, entre 1909 e 1910.
Em 1938, o tenente coronel Joaquim Duarte Silva, na biografia que lhe dedicou, publicada nos Cadernos Coloniais, referia que: “as suas grandes faculdades de trabalho, a sua esclarecida inteligência, a sua inconcussa probidade e o seu bom senso, impõe-no ao respeito e à consideração dos seus concidadãos, e fazem dele um dos mais prestimosos e ilustres colaboradores da grande obra, em prol da Civilização e da Humanidade, realizado pelos portugueses em terras de além-mar, no decurso da segunda metade do século XIX e primeiros lustros do século actual [séc. XX]”. E mais adiante citando António de Arteaga acrescentava que “o general Figueiredo de Barros era fundamentalmente bom, amigo e protector desvelado dos pobres, dos humildes e dos deserdados da fortuna”.

## Louvores e Condecorações
- Louvado pelo zelo que tem pelo serviço – O.F.A. do Governo de S. Tomé, nº 73, de 17 de Maio de 1874.
- Louvado pelo mesmo motivo – O.F.A. nº 11, de 15 de Junho.
- Cavaleiro da antiga e mui nobre Ordem da Torre e Espada, do Valor, Lealdade e Mérito, por Decreto de 25 de Abril de 1877.
- Louvado pelo Governo da Província da Guiné pelas medidas que tomou para o regular andamento do serviço público e providências adoptadas durante a ausência do respectivo Governador – Portaria nº 113, de 20 de Outubro de 1879.
- Louvado em comum com os oficiais que compunham a comissão incumbida de estudar a reorganização militar do Ultramar – Portaria de 7 de Julho de 1884, inserta no B.M.U. nº 8 de 4 de Agosto.
- Louvado pela prudência e boa resolução que tomou em assunto de serviço – O.F.A. do Governo Geral, de 23 de junho de 1884.
- Condecorado com a medalha de prata de classe de bons serviços – B.M.U. nº 3, de 3 de Março de 1885.
- Medalha de prata de comportamento exemplar – B.M.U. nº 2, de 1887.
- Cavaleiro da Real Ordem Militar de São Bento de Avis – Decreto de 25 de outubro de 1888.
- Oficial da mesma Real Ordem – Decreto de 1 de Janeiro de 1898.
- Medalha de oiro de serviços relevantes no Ultramar – B.M.U. nº 8, de 1899.
- Comendador da Real Ordem de Avis – Decreto de 27 de Julho de 1901.
- Medalha de oiro de assiduidade de serviço no Ultramar – B.M.U. nº 13 de 1902.
- Louvado, como um dos que mais colaboraram na organização dos projectos de regulamento para as escolas de ensino primário e respectivo programa – P.P. nº 82, de 24 de Fevereiro de 1910, inserta no B.O. nº 9, de 26, do Governo de Cabo Verde.

## Trabalhos e publicações
No âmbito militar, publicou valiosos trabalhos sobre a organização militar e é de sua autoria o modelo que apresentou à comissão técnica da Arma de Cavalaria, ainda hoje adoptado, da forma de ser conduzida a espada, a cavalo, sem embaraço nem incómodo para o cavaleiro e a montada.
Também nos campos económico-social, do ensino, assistência social e religião, deixou interessantes estudos e artigos publicados nos Boletins Oficiais de Cabo Verde, destacando-se os valiosos e inovadores trabalho sobre a utilização dos ventos como força motriz para obter energia eléctrica e sobre o aproveitamento das riquezas naturais e pesca.
A respeito de todos estes temas versados nos seus trabalhos, afirmou o antigo oficial maior da Secretaria Geral de Cabo Verde, António Maria de Arteaga Souto Mayor, que “ninguém que deseje estudar e conhecer bem Cabo Verde poderá dispensar-se de ler e meditar esses trabalhos”.

## Notícias publicadas por ocasião da sua morte
A sua morte foi muito sentida em todo Cabo Verde, especialmente na Cidade da Praia, onde jornais locais publicados no 28 de janeiro de 1921, referiam que: “Logo que nesta cidade se soube da sua morte, o comércio fechou todo espontaneamente em sinal de pesar, e no cortejo fúnebre incorporou-se toda a população, desde o funcionalismo até aos pobres que choravam a morte do protector. Quando o seu corpo desceu à sepultura, algumas das pessoas trataram de dizer algumas palavras de saudade, mas era tal a consternação, que o não puderam fazer”. No mesmo artigo, descreviam-no como sendo “um espírito muito culto e um carácter muito sério. Era um perfeito gentleman, de uma extraordinária modéstia que não fazia mais que realçá-lo aos olhos de todos”. Numa outra notícia, destacava-se a sua personalidade como homem “alheado da política partidária, apenas porfiava no exercício do seu alto cargo, com a mais elevada competência, ocupando-se de todos os problemas e medidas variáveis tendentes à prosperidade daquela importantíssima província colonial”. Acrescentando mais à frente: “se houvesse escrupulosa escolha dos funcionários para tão elevadas e complexas atribuições, se fossem da rara envergadura do extincto, outra seria a grandeza e prosperidade do nosso domínio colonial”.

## Família
O General Augusto Figueiredo de Barros, era filho de José Ângelo de Barros, Vogal do Conselho do Governo de Angola, Director da Fazenda dessa Província, coronel graduado do Batalhão de Voluntários de Luanda, Árbitro da Comissão Mista Luso-Britânica para eliminar o tráfico de escravos na África Austral (Decreto de 30.09.1825), cavaleiro da Ordem de Cristo (Decreto de 30.09.1825) e da Real Ordem de Nossa Senhora da Conceição de Vila Viçosa (Decreto de 13.09.1839), membro da primeira comissão administrativa da Misericórdia de Luanda (1837), e de sua mulher D. Maria Teotónia Teixeira de Figueiredo, filha do comandante Luiz Inácio Teixeira de Figueiredo, oficial da Armada que acompanhou a Família Real na Transferência da corte portuguesa para o Brasil, em 1808. Casou em Lisboa, a 18 de Fevereiro de 1882, com D. Maria Jesuína Moreira Alves, de quem teve sete filhos, entre os quais o capitão Jorge Figueiredo de Barros, (1885 – 1971) casado com D. Maria da Glória da Matta e Silva Oliveira, e de D. Sara Alves Figueiredo de Barros (1889-1976) casada com o Prof. António Luiz Guimarães Machado, filho de Bernardino Machado, duas vezes Presidente da República.

## Toponímia
Cidade da Praia, Cabo Verde – por deliberação da Câmara Municipal da Praia, em sessão realizada no dia 26.01.1921 foi o seu nome atribuído a uma das principais praças daquela cidade. Na acta dessa sessão referia-se que “foi um incansável trabalhador e levou grande parte da sua vida estudando esta província e seus habitantes e produzindo trabalhos de grande valor com relação às crises e ao fomento da província. Extremamente modesto, a maior parte dos trabalhos ficaram desconhecidos do público, pois ele trabalhava para ser útil e não para ser louvado”.
Actualmente, existe, na Cidade da Praia, uma rua junto ao forte da cidade com o nome de “General Barros”.